# Zanzibars voetbalelftal (mannen)
Het Zanzibars voetbalelftal is een team van voetballers dat Zanzibar, (Tanzania) vertegenwoordigt bij internationale wedstrijden. Zanzibar is geen lid van de FIFA en is alleen geassocieerd lid van de CAF en is dus uitgesloten van deelname aan het WK en de Afrika Cup. Als lid van de CECAFA neemt het deel aan de CECAFA Cup.

## Deelname aan internationale toernooien

### Afrika Cup
Voor de samenvoeging met Tanganyika tot Tanzania nam Zanzibar één keer zelfstandig deel aan de kwalificatie voor de Afrika Cup. In de eerste ronde voor kwalificatie voor de Afrika Cup 1962 werd het door Oeganda met 1–2 en 0–2 uitgeschakeld.
| Afrika Cup overzicht | Afrika Cup overzicht | Afrika Cup overzicht | Afrika Cup overzicht | Afrika Cup overzicht | Afrika Cup overzicht | Afrika Cup overzicht | Afrika Cup overzicht | Afrika Cup overzicht |
| Jaar                 | Ronde                | Wed.                 | W                    | G                    | V                    | DV                   | DT                   |                      |
| -------------------- | -------------------- | -------------------- | -------------------- | -------------------- | -------------------- | -------------------- | -------------------- | -------------------- |
| 1962                 | Niet gekwalificeerd  | Niet gekwalificeerd  | Niet gekwalificeerd  | Niet gekwalificeerd  | Niet gekwalificeerd  | Niet gekwalificeerd  | Niet gekwalificeerd  | Niet gekwalificeerd  |

### CECAFA Cup
| CECAFA Cup overzicht | CECAFA Cup overzicht | CECAFA Cup overzicht | CECAFA Cup overzicht | CECAFA Cup overzicht | CECAFA Cup overzicht | CECAFA Cup overzicht | CECAFA Cup overzicht | CECAFA Cup overzicht |
| Jaar                 | Ronde                | Wed.                 | W                    | G                    | V                    | DV                   | DT                   |                      |
| -------------------- | -------------------- | -------------------- | -------------------- | -------------------- | -------------------- | -------------------- | -------------------- | -------------------- |
| 1973                 | Groepsfase           | 2                    | 0                    | 0                    | 2                    | 0                    | 3                    |                      |
| 1974                 | Groepsfase           | 2                    | 1                    | 0                    | 1                    | 3                    | 3                    |                      |
| 1975                 | Groepsfase           | 2                    | 0                    | 0                    | 2                    | 1                    | 7                    |                      |
| 1976                 | Groepsfase           | 3                    | 1                    | 0                    | 2                    | 1                    | 4                    |                      |
| 1977                 | Groepsfase           | 3                    | 1                    | 0                    | 2                    | 1                    | 4                    |                      |
| 1978                 | Geen deelname        | Geen deelname        | Geen deelname        | Geen deelname        | Geen deelname        | Geen deelname        | Geen deelname        |                      |
| 1979                 | Derde                | 4                    | 0                    | 1                    | 3                    | 2                    | 9                    |                      |
| 1980                 | Groepsfase           | 3                    | 1                    | 0                    | 2                    | 2                    | 5                    |                      |
| 1981                 | Groepsfase           | 3                    | 0                    | 0                    | 3                    | 3                    | 9                    |                      |
| 1982                 | Derde                | 4                    | 1                    | 1                    | 2                    | 3                    | 8                    |                      |
| 1983                 | Groepsfase           | 3                    | 0                    | 1                    | 2                    | 3                    | 6                    |                      |
| 1984                 | Groepsfase           | 3                    | 0                    | 0                    | 3                    | 1                    | 4                    |                      |
| 1985                 | Geen deelname        | Geen deelname        | Geen deelname        | Geen deelname        | Geen deelname        | Geen deelname        | Geen deelname        |                      |
| 1987                 | Vierde               | 5                    | 1                    | 2                    | 2                    | 2                    | 2                    |                      |
| 1988                 | Groepsfase           | 3                    | 1                    | 0                    | 2                    | 1                    | 3                    |                      |
| 1989                 | Groepsfase           | 3                    | 0                    | 2                    | 1                    | 0                    | 1                    |                      |
| 1990                 | Vierde               | 5                    | 1                    | 1                    | 3                    | 3                    | 5                    |                      |
| 1991                 | Groepsfase           | 3                    | 0                    | 0                    | 3                    | 4                    | 7                    |                      |
| 1992                 | Groepsfase           | 4                    | 1                    | 0                    | 3                    | 2                    | 14                   |                      |
| 1994                 | Geen deelname        | Geen deelname        | Geen deelname        | Geen deelname        | Geen deelname        | Geen deelname        | Geen deelname        |                      |
| 1995                 | Kampioen             | 5                    | 3                    | 1                    | 1                    | 5                    | 4                    |                      |
| 1996                 | Groepsfase           | 3                    | 1                    | 1                    | 1                    | 3                    | 3                    |                      |
| 1999                 | Groepsfase           | 2                    | 0                    | 1                    | 1                    | 1                    | 3                    |                      |
| 2000                 | Geen deelname        | Geen deelname        | Geen deelname        | Geen deelname        | Geen deelname        | Geen deelname        | Geen deelname        | Geen deelname        |

| CECAFA Cup overzicht – vervolg | CECAFA Cup overzicht – vervolg | CECAFA Cup overzicht – vervolg | CECAFA Cup overzicht – vervolg | CECAFA Cup overzicht – vervolg | CECAFA Cup overzicht – vervolg | CECAFA Cup overzicht – vervolg | CECAFA Cup overzicht – vervolg | CECAFA Cup overzicht – vervolg |
| Jaar                           | Ronde                          | Wed.                           | W                              | G                              | V                              | DV                             | DT                             |                                |
| ------------------------------ | ------------------------------ | ------------------------------ | ------------------------------ | ------------------------------ | ------------------------------ | ------------------------------ | ------------------------------ | ------------------------------ |
| 2001                           | Groepsfase                     | 2                              | 0                              | 0                              | 2                              | 0                              | 8                              |                                |
| 2002                           | Groepsfase                     | 4                              | 1                              | 1                              | 2                              | 1                              | 3                              |                                |
| 2003                           | Groepsfase                     | 2                              | 0                              | 1                              | 1                              | 2                              | 6                              |                                |
| 2004                           | Groepsfase                     | 4                              | 1                              | 0                              | 3                              | 7                              | 11                             |                                |
| 2005                           | Derde                          | 6                              | 3                              | 2                              | 1                              | 7                              | 6                              |                                |
| 2006                           | Groepsfase                     | 2                              | 0                              | 1                              | 1                              | 0                              | 4                              |                                |
| 2007                           | Kwartfinale                    | 3                              | 1                              | 2                              | 0                              | 5                              | 3                              |                                |
| 2008                           | Groepsfase                     | 7                              | 2                              | 2                              | 3                              | 5                              | 7                              |                                |
| 2009                           | Derde                          | 3                              | 1                              | 1                              | 1                              | 4                              | 1                              |                                |
| 2010                           | Kwartfinale                    | 4                              | 1                              | 2                              | 1                              | 4                              | 3                              |                                |
| 2011                           | Kwartfinale                    | 4                              | 1                              | 1                              | 2                              | 5                              | 4                              |                                |
| 2012                           | Derde                          | 6                              | 1                              | 3                              | 1                              | 5                              | 6                              |                                |
| 2013                           | Groepsfase                     | 3                              | 1                              | 0                              | 2                              | 3                              | 6                              |                                |
| 2015                           | Groepsfase                     | 3                              | 1                              | 0                              | 2                              | 3                              | 7                              |                                |
| 2017                           | Tweede                         | 6                              | 3                              | 2                              | 1                              | 9                              | 6                              |                                |
| 2019                           | Groepsfase                     | 3                              | 0                              | 1                              | 2                              | 1                              | 3                              |                                |